# زلزال سيتشوان 2013
زلزال سيشوان 2013 هو زلزال ضرب اقليم سيشوان غرب الصين يوم 20 أبريل 2013 وذلك في الساعة 08:02 بتوقيت بكين وبلغت قوته 6.6 درجة على مقياس ريختر على عمق 12.3 كيلومترا في باطن الأرض ، وفي عام 2008 وقع زلزال آخر في نفس المنطقة، أسفر عن عشرات آلاف القتلى.